# Cui plus licet quam par est, plus vult quam licet
Cui plus licet quam par est, plus vult quam licet è una locuzione latina la cui traduzione italiana è: «[Quello] a cui si permette più di quanto è giusto, vuol più di quanto si permette».
È una delle massime dello scrittore latino Publilio Siro, tramandata da Aulo Gellio e da Macrobio.
Nella giurisprudenza inglese e statunitense ha valore di brocardo.